# Eugenia Herman
Eugenia Herman,, właśc. Eugenia Herman-Laskowska (ur. 6 października 1929 w Łodzi, zm. 19 lipca 2021 w Konstancinie-Jeziornie) – polska aktorka teatralna i filmowa, pedagog.

## Życiorys
Była absolwentką PWST w Łodzi. Jako aktorka zadebiutowała 30 czerwca 1953 w Teatrze Nowym w Łodzi, w którym występowała w latach 1953–1960. Później, w latach 1960–1996 była aktorką Teatru Polskiego w Warszawie. W 1996 przeszła na emeryturę, często jednak występując gościnnie na deskach Teatru Narodowego w Warszawie. Od 1982 była wykładowczynią na Wydziale Aktorskim PWSFTviT w Łodzi. W latach 2001–2014 uczyła w Szkole Aktorskiej H. i J. Machulskich, gdzie wyreżyserowała ze słuchaczami trzy przedstawienia dyplomowe: „Trojanki”, „Uczone białogłowy” i „Awantura w Chioggi”.
W filmie zadebiutowała pod koniec lat 50. epizodycznymi rolami w filmach Jana Rybkowskiego. W sumie zagrała w kilkunastu filmach, kreując zwykle postacie drugoplanowe. Najbardziej znana z seriali telewizyjnych (m.in. Królowa Bona, W labiryncie, Matki, żony i kochanki, Egzamin z życia). Jej krótkim epizodem była rola pani Joanny, sekretarki Jacka (odc. 48 Trujące żądło zazdrości) w serialu Rodzina zastępcza.

Grób Eugenii Herman-Laskowskiej na Cmentarzu Komunalnym Północnym w Warszawie

Zmarła 19 lipca 2021 w wieku 91 lat, w Domu Artystów Weteranów Scen Polskich w Skolimowie. Została pochowana na cmentarzu komunalnym Północnym w Warszawie (kwatera W-VI-2/10/8).

## Filmografia
- Za ścianą (1971) jako sekretarka profesora
- Bilans kwartalny (1974) jako Zofia
- Królowa Bona (1980; serial TV) jako Izabella Sforza, matka Bony
- 07 zgłoś się (1981; serial TV) jako była żona Rauscha w odc. 10 (gościnnie)
- Tętno (1985) jako bibliotekarka
- Życie wewnętrzne (1986) jako teściowa
- Cudzoziemka (1986) jako Sabina, służąca Marty
- Śmierć Johna L. (1987) jako Anna
- Gdzieśkolwiek jest, jeśliś jest... (1988) jako sekretarka Castora
- W labiryncie (1988–1991; serial TV) jako Janina Czerska, matka Krystyny Duraj, teściowa Janka
- Pogranicze w ogniu (1988) jako Anlichowa (odc. 5)
- Domena władzy (1990) jako żona Słowaka
- Ucieczka z kina „Wolność” (1990) jako nauczycielka, opiekunka dzieci podczas projekcji filmu
- Dotknięcie ręki (1992) jako pani Olsen
- Plecak pełen przygód (1993) jako Hella, babcia Mattiego
- Jest jak jest (1994; serial TV) jako Wielkopolska, matka Justyny
- Nic śmiesznego (1995) jako pani na kolaudacji filmu Adama
- Matki, żony i kochanki (1995–1998; serial TV) jako matka Hanki
- Dom (1996, serial TV) jako pani Izabela, pracowniczka „Desy” (odc. 15–16)
- Ajlawju (1999) jako matka Adama
- Miasteczko (2000–2001; serial TV) jako żona Kostka
- Rodzina zastępcza (2000; serial TV) jako pani Joanna (odc. 48)
- Egzamin z życia (2005–2008; serial TV) jako dr Helena Rudnicka, matka Piotra
- Ranczo (2009) jako ciotka wójta i księdza
- Samo życie (2010) jako matka Bartnika
- Komisarz Alex (2011) jako Barbara Odorowska (odc. 10)

## Odznaczenia
- 1988 – Złoty Krzyż Zasługi
- 1989 – Odznaka „Zasłużony Działacz Kultury”
- 2009 – Medal Komisji Edukacji Narodowej

Źródło: FilmPolski.pl